# Sitta pygmaea
Sitta pygmaea е вид птица от семейство Sittidae.

## Разпространение
Видът е разпространен в Канада, Мексико и САЩ.